# Diexis bucharicus
Diexis bucharicus är en insektsart som beskrevs av Leo L. Mishchenko 1950. Diexis bucharicus ingår i släktet Diexis och familjen gräshoppor. Inga underarter finns listade i Catalogue of Life.